# Миялкович, Милош
Ми́лош Мия́лкович (серб. Милош Мијалковић / Miloš Mijalković; 5 апреля 1978, Белград) — сербский югославский дзюдоист полулёгкой весовой категории, выступал за сборную Югославии, Сербии и Черногории, Сербии на всём протяжении 2000-х годов. Участник летних Олимпийских игр в Афинах, серебряный призёр чемпионата Европы, двукратный чемпион Средиземноморских игр, обладатель бронзовой медали летней Универсиады в Пекине, победитель и призёр многих турниров национального значения.

## Биография
Милош Миялкович родился 5 апреля 1978 года в Белграде, Югославия.
Впервые заявил о себе в 1996 году, выиграв серебряную медаль на юниорском международном турнире в Венгрии и заняв пятое место на чемпионате Европы среди юниоров во Франции. Первого серьёзного успеха на взрослом международном уровне добился в сезоне 2001 года, когда попал в основной состав югославской национальной сборной и побывал на Средиземноморских играх в Тунисе, откуда привёз награду серебряного достоинства, выигранную в полулёгкой весовой категории. Кроме того, в этом сезоне взял бронзу на летней Универсиаде в Пекине и стал пятым на европейском первенстве в Париже.
Благодаря череде удачных выступлений Миялкович удостоился права защищать честь страны на летних Олимпийских играх 2004 года в Афинах — в стартовом поединке взял верх над представителем Узбекистана Муратом Каликуловым, однако затем потерпел поражение от казаха Муратбека Кипшакбаева и лишился тем самым всяких шансов на попадание в число призёров.
После афинской Олимпиады Милош Миялкович остался в основном составе дзюдоистской команды Сербии и продолжил принимать участие в крупнейших международных турнирах. Так, в 2005 году в полулёгком весе он одержал победу на Средиземноморских играх в Альмерии, а два года спустя завоевал серебряную медаль на домашнем чемпионате Европы в Белграде, где единственное поражение потерпел в финале от грузина Зазы Кеделашвили. В 2009 году в очередной раз стал чемпионом Сербии по дзюдо и затем был лучшим на Средиземноморских играх в итальянской Пескаре. Последний раз показывал сколько-нибудь значимые результаты на международной арене в сезоне 2011 года, он поднялся в лёгкий вес, но не имел здесь большого успеха — на чемпионатах Европы и мира проиграл уже в стартовых поединках россиянину Мансуру Исаеву и казахстанцу Ринату Ибрагимову соответственно. Вскоре по окончании этих соревнований принял решение завершить карьеру профессионального спортсмена, уступив место в сборной молодым сербским дзюдоистам.